# チョロQ (ゲーム)
「チョロQ」（チョロキュー）は、タカラ（現:タカラトミー）から発売されているぜんまい式ミニカー、チョロQを題材にしたゲームソフトのシリーズである。一般的にシリーズと認識されているのは1996年3月22日に発売されたPS版第一作以降のテレビゲーム作品であるが、ここではPC用ゲームソフトとして発売されたものも記述する。
本項では便宜上、タムソフトのシリーズ作品以外のチョロQを題材にしたコンピュータゲームについても解説する。

## 特徴
作品中に出てくる主要な自動車、船、戦車、戦闘機などは、チョロQが題材と言うことで全て丸みを帯びた寸詰まりのデザインにデフォルメされている。また、作品によって開発に携わっているメーカーが違う。
玩具版の「チョロQ」はプルバックぜんまいで動くミニカーだが、「ぜんまい」「いったん後ろに引いてから走る」といった概念は一部を除き存在しない。最近の作品やチョロQWiiと、PS・PS2以外の機種で発売された作品は、漢字が登場しなかったり挙動がリアルで無かったりするなど、子供向けに発売したと思われる物もある（チョロQワークスでは漢字にふりがながつく）。
チョロQ2・チョロQ3のBGMを作曲したのは、作編曲・キーボード奏者の梅垣ルナ（当時、梅垣留奈）ら、コンバットチョロQ・チョロQHGのBGMを作曲したのは、作編曲・ボーカリストの佐藤天平。
ほとんどの作品のイメージ・イラストレーターとして、中村安広がイラストを担当している。
チョロQ1(VER1.02)は、フルサワヒロシ、チョロQWiiでは、多田誠が担当している。
なお、2025年時点ではチョロQ Wiiを最後に家庭用作品は開発・発売されていない。

## シリーズ
機種略称 PS＝PlayStation、PS2＝PlayStation 2、PS Vita＝PlayStation Vita、N64＝NINTENDO 64、GC＝ニンテンドー ゲームキューブ、Wii＝Wii、GB＝ゲームボーイ、GBA＝ゲームボーイアドバンス、SS＝セガサターン、MSX、88=PC-8801、Win=Windows、Mac=Classic Mac OS、mob=携帯電話、ひかりTVゲーム=ひかりTV
チョロQ（PS）
- 1996年3月22日発売
- 音楽＆効果音：中野恭宏、田辺文雄

「チョロQ」シリーズ第1作目。

チョロQ VER.1.02（PS）
- 欧州版：Penny Racers
- 1996年12月6日発売
- 音楽＆効果音：中野恭宏、田辺文雄

一作目チョロQの廉価版(PlayStation the Best)。
ボディにC-CARやきかんしゃが追加される、オープニングデモに登場する「ブラックマリア」のエンジン音が違う、など多少の変更がある。また、バグについても多少改善されている。
チョロQ2（PS）
- 1997年2月21日発売
- 音楽＆効果音：中野 恭宏、本山明燮、田辺文雄、梅垣留奈

「チョロQ」シリーズ第2作目。

チョロQ3（PS）
- 1998年2月19日発売
- 音楽&効果音：梅垣留奈、本山明燮 / 音楽：田辺文雄、石村睦 / サウンド・エンジニア：中野恭宏

「チョロQ」シリーズ第3作目。

チョロQジェット レインボーウィングス（PS）
- 1998年2月25日発売
- 開発：アストロビジョン
- 音楽：Hiroyasu Beauty Hoshi

チョロQの戦闘機版。前作までと違い、パイロットとしてアニメ調のキャラクター（ボイス付き）が登場するという異色作。パイロット毎にどの戦闘機かが決まっており、戦闘機はそれぞれ武器や性能などが違う。様々なステージで空賊団を撃退し悪の野望を阻止するのが目的。
登場キャラクターのプレイヤーキャラクターの「シロー」の声は田中真弓、「リリー」の声は桜井智、「薫」の声は桑島法子が、敵キャラクターの「黒騎士」の声は緑川光が担当している。
チョロQパーク（SS）
- 1998年2月25日発売
- 開発：ネクステック（現ネクスエンタテインメント）
- 作曲＆効果音：葛岡善哉

唯一のセガサターンソフトの作品。。この作品では、エンジンを「ぜんまい」の「ネジ」と称しているが、やはり引いてチャージする概念はない。カスタマイズするのではなく、あらかじめ用意された性能の決まったチョロQをコース上のポイントに配置してリレー形式でレースをする。レースで優勝したり、コース上のコインを全て拾ったりなどとすると新しいチョロQが手に入る。また、ライバル車にぶつけるタイヤ、コース上に撒いてスピンさせるオイルという妨害アイテムもある。
チョロQマリン Qボート（PS）
- 1998年6月25日発売
- 開発：バーンハウスエフェクト
- 音楽：山田靖子、土谷忠寛
- ギター演奏：小川敬介

船舶や潜水艦でのレースの他に制限時間内に条件を満たすとクリアとなるミッションがある。
大きな特徴としては他船を砲撃して妨害できる（逆に妨害されることもある）ことである。それぞれの船によっては弾の種類が異なり、砲弾、魚雷、ミサイル、さらには注射器や花札などを発射できる。発射位置も正面や真横など、船の種類によって変わる。
パーツ交換などのカスタマイズはできず、レースやミッションの賞品として新しい船を手に入れていく。
船の種類は多岐に渡り戦艦、巡洋艦、空母等の主に戦闘用の船の他、漁船やスワンボート、海洋動物など多数存在する。この作品にもマッドスペシャルが登場するほか、BHE社の最新作に出てくる潜水艦もシークレットとして登場する。

チョロQ64（N64）
- 欧州＆北米版：Penny Racers
- 1998年7月17日発売
- 開発：ロコモティブ
- SOUND
  - CONDUCTOR：AKIKO HIDA
  - MUSIC：KAZUHISA KAMIFUJI
  - SOUND EFFECT：HIROKO OGIHARA

初の任天堂ゲーム機による発売。
タカラのNINTENDO 64参入第1弾ソフト。主な特徴としては、性能アップ目的以外に、装飾系パーツ（マシンを飾るためのパーツ）、攻撃パーツなどがあることである。相手を攻撃できる武器パーツは大砲やミサイル、地雷など色々な種類があり、それを使うことでレースを有利な展開に進めることが出来るなど奥深さを出した。
64のみRボタンでローリングターンができる。急激なコーナリングが可能で、敵の攻撃を無効化することも出来る。
パーツの入手はPS版と違って、レースで3位以内に入賞すれば、4位以下からパーツを奪うことになっている。また、レースに出るチョロQは6台なっている。
この作品でもマッドスペシャルが登場するほか、条件を満たすと鏡のようなマッドスペシャル（隠しチョロQ）が使えるようになる。隠しチョロQ以外にも、条件を満たすと強力なパーツが手に入る。
また、開発陣はNINTENDO64本体に、PSとは違いコントローラーが4つ接続できることに注目。それまでのチョロQではできなかった4人対戦を可能にした。
この作品には「コースエディット」と言う機能があり、その名の通り自分でコースを作ることができると言う要素である。これらの新要素が小さいながらもヒットを出し、同じ製作会社から続編も出されることとなる。
特典としてブルーメッキのオリジナルチョロQが付属した。
コンバットチョロQ（PS）
- 1999年2月25日発売
- 開発：バーンハウスエフェクト
- サウンド＆音楽：佐藤天平

チョロQを戦車（Qタンク）に、コースをマップに置き換えたような作りになっており、敵の撃破や護衛、陣地の突破などのミッションをクリアすることで進軍し新たなマップが現れる。カスタムタンクとノーマルタンクが存在し、カスタムタンクは入手したパーツで強化することが可能で、ノーマルタンクは性能が戦車ごとに固定されている。またドラゴンタンクやホバー戦車などのオリジナルタンクもノーマルタンクとして使える。また、ノーマルタンクはクリアしていないミッションには使用できない。プレイ前にカスタムタンクの戦車タイプとして旋回砲塔型と自走砲のどちらかを選ぶ形式で、タイプによって装備可能な主砲が異なる。燃料や装甲、重量等の概念があるため、ミッションに応じたセッティングが必要となる。また各ステージ上にある宝箱にレアアイテムやシークレットタンクが入っている。また、超重戦車や試作段階の戦車も多数登場する。
恒例のマッドスペシャルもマッドタンクという名前で登場しており、さらに性能があがったマッドタンクSも存在する（後者は使用不可）。
また本作は唯一マルチエンディングを採用している。
チョロQ ハイパーカスタマブルGB（GB）
- 1999年7月30日発売

玩具として発売されているチョロQと同じようにパーツでカスタマイズし、ゼンマイ（作中はエンジン）で走るようになっている。自分と相手と交互にチョロQを動かし、動かす方向やゼンマイの威力などを決め、コースを走らせる。そのため他のチョロQののゲームとは全く違った内容になっている。行方不明になった父を探しに世界を巡るというストーリーが展開されている。
チョロQ ワンダフォー!（PS）
- 1999年8月5日発売
- 開発：E-GAME
- 音楽＆効果音：田辺文雄

初のE-GAMEによる制作作品。チョロQ3の「チョロQシティ」よりさらに町の数を増やし、レースを制しつつ各町でのイベントをクリアしていくというストーリー形式の道を確立。RPG色の強い作品。
イベントという概念が追加されたため、街の中にいるチョロQと会話ができるようになっている。燃料システムを採用しており、グラフィックも格段に進化している。
プレイヤーが使用できるボディは6種類しかない上、途中でボディを変更することはできない（カラー変更はゲーム中である条件を満たすとできるようになる）。
本作ではパーツショップが廃止されたため各町に存在する宝箱から入手するかイベントをこなして入手するしかない（中には特定のアイテムを入手しないと入手できないパーツが存在する。一例としてジェットタービンの入手には「はなびのつつ」、「ガスバーナー」、「いらないせんぷうき」が必要である）。
レースについてはそれぞれの町のQ'sファクトリー（グランプリに限り市長または町長の家、グリーンパークのゴーカート場等）まで移動して申請しなくてはならず、コース数も各町で1つしかないため、前作のように様々なコースを自由に走り回るということはできなくなった。
なお、この作品には前作まで登場していたマッドスペシャルは登場しない。また、この作品もおなじみの「クラッシュしました」が出るときがある（頻度は低い）。
チョロQ64 2 ハチャメチャグランプリレース（N64）
- 1999年12月24日発売
- 開発：LOCOMOTIVE
- 音楽：KAZUHISA KAMIFUJI
- 効果音：HIROKO OGIHARA

前作「チョロQ64」の好評により発売された。数多くのゲームタイトル名に『64』と付いているゲームタイトル名の中では唯一ナンバリングを付いている。タカラ最後のNINTENDO64ソフト。前作との主な違いはコース上に置かれたコインにより、攻撃アイテムの使用許容数を増やすことができるようになったことと、インターフェース面の一新である（タイトル画面の画像は前作と同一）。続編は発売されていない。
通常のレース以外にグランプリモードが追加され、入賞すれば、このモードしか手に入らないパーツとボディが手に入る（クラスによって、手に入るものは変わる）。
Rボタンのローリングに加えて、ジャンプが追加された。
また、マッドスペシャルも引き続き登場している。もちろん、前作のボディは全部登場し、新たに追加したボディも登場。なお、新幹線700系電車とスペースシャトルがチョロQになって、レースに参戦している。
隠しパーツだったものも、通常のレースで入手できるようになった。
チョロQ ハイパーカスタマブルGBを64GBパックをセットした状態で始めると、スピードが変化したり、すべてのクラスで「かそくSS」や「MAX SS」などの強力なパーツをやりとりできる。
パーフェクトチョロQ（GBC）
- 2000年8月11日発売
- サウンド：やまだやすこ、なかざわたかすけ

前作「チョロQ ハイパーカスタマブルGB」とは違い「チョロQ ワンダフォー!」のように人間ではなくチョロQ同士が会話をするようになった。また、チョロQコインやスタンプを集める要素もある。レースのシステムは前作と同じだが、今作ではボディが「パーフェクトボディ」と「ノーマルボディ」の二種類がありパーフェクトボディのみ、しんかショップでジャンプモードやドリフトモードなどに進化ができる。
玩具のパーフェクトチョロQの「ドリフトウルフ」、「ジャンピングホッパー」のウイングの裏にあるIDナンバーはゲームで入力するとエンジンの性能が変化する。
チョロQ HG（ハイグレード）（PS2）
- 欧州版：Penny Racers、北米版：Gadget Racers
- 2000年12月21日発売
- 開発：バーンハウスエフェクト
- サウンド＆作曲：TENPEI SATO&TEMPEI ARTISTS

初回限定版として玩具版チョロQ「ランサー・エボリューション3 ラリーアートカラーバージョン」と着せ替え人形ジェニーのオリジナルバージョン「レースクイーンジェニー」を同梱の『チョロQジェニーハイグレードBOX』が発売。コンバットチョロQやQボート開発を手がけてきたバーンハウスエフェクトによる初のPS2作品。ゲーム内容としてはチョロQ2から続いていたタウン要素を廃止し、ライセンスや洗車などの要素が組み込まれ、ボディに重量の要素（重量が重い程弾かれにくい）を導入し今までなかったボディの性能差が発生した。また、シリーズで唯一オープニングに歌詞が付いている。なお、モアイ像やフライドチキンなどシリーズ恒例のお笑い系ボディも多数存在する（ロボットやフライドチキンはこの作品のみの登場）。
THE BEST タカラモノ(廉価版)で再発売されている。
チョロQアドバンス（GBA）
- 欧州版：Penny Racers、北米版：Gadget Racers
- 2001年6月29日発売
- 開発：エレクトロニクス・アプリケーションズ
- サウンド：<REEB> 山田靖子

レースで入賞する毎に新たなコースが現れ、全てのコースで入賞すると次のエリアに行けるようになっている。エリアには「サーキットエリア」「ネイチャーエリア」「バトルエリア」「アクアエリア」「アトラクションエリア」の5つがあり、マリンエリアではスクリューもしくはジェットを装備して水上走行することになる。バトルエリアではキャタピラと武器を装備し、コース上の弾薬を拾うことで相手を攻撃できるようになるが、キャタピラでネイチャーエリアのコースを走行したり通常のタイヤでバトルエリアを走行したりはできない。またバトルエリアではMTは使用不可となる。コースは基本的に平面だが、凸凹な地面やジャンプパネル等があり、GBAソフトのわりにはコースの種類が豊富で形状も変化に富んでいる。また消耗品のオイルを使用（装備）することにより、そのレースのみ加速力を上げることもできる。
チョロQ HG2（PS2）
- 北米版：Road Trip、欧州版：Road Trip Adventure、韓国版：쵸로QHG2
- 2002年1月10日発売
- 開発：E-GAME
- 音楽＆効果音：田辺文雄
- ラジオ局：Pink Sardine

チョロQワンダフォー!でチョロQシリーズに携わってきたE-GAMEによる開発作品。ゲームモードは、広大なチョロQワールドを旅してレースやイベントをこなしていく「ぼうけんにでる」と、いつもの「きがるにレース」、そして対戦やアイテムトレードが出来る「ふたりであそぶ」の3種類。
今作では、ラジオ放送・100のイベントとスタンプ・100のプチクラ・高速道路などの新要素が多数盛り込まれている。また、時間の要素が導入され朝から夕方、夜へと変化するようになった。
レースでは各街のCランク、Bランク、Aランク、SuperAランクの計23個のレースをクリアしていき、グランプリを目指していく。シリーズ初の24台同時出走やチーム制も導入している。
また、チョロQワンダフォー!と同じく、燃料システムを採用。チョロQのメインパーツであるエンジンには燃費が設定されていて、馬力は高いが燃費も悪いエンジンもあるので、燃料との兼ね合いを考えつつ選択する必要がある。
ワンダフォー!で廃止されたパーツショップが復活。しかし本作でもイベントでしか入手できないパーツが存在するが特定のパーツを除き一度でも入手すればマイシティのパーツショップで販売されるようになった。
「ジェットタービン」を装着することにより、多量の燃料を消費してロケットのように加速することもできる。これをワールド内の坂などをうまく利用することで空を飛ぶことも可能になる。また、空を飛ぶ際、「フライトウィング」と「ジェットタービン」を併用する事によって、燃料の限り空を飛ぶ事が可能である。他にもスクリューなどを装着して海を泳ぐなど、陸海空どこでも行くことができる。
広大なひとつのマップの上に多種多様な街が存在し、一度でもその場所を訪れればメニューからワープすることができる。ワンダフォー!のようにマップが一切区切られておらず、ストーリーを無視して自由にあちこち進むことができる。また、街には様々な個性を持つチョロQが生活しており、探し物を頼まれたり勝負を申し込まれたりといったイベントが用意されている。
また、本作ではマイシティという町が存在し、最初は不動産屋しか存在しないがプレイヤーが各地にいるチョロQに土地を売ることでマイシティが発展していく。また、特定の条件を満たすとパーツの売却ができるリサイクルショップとプレイヤーの所持金を預けることができる銀行が作れる。
今回導入されたチーム制により、街にいるチョロQを最大2名までチームメンバーに加えることもできる。チームに加えられるチョロQは決まっており、中には一定の条件を満たさないと仲間に加えられないチョロQもいる。仲間にできるチョロQをみつけて承諾すればそこで初めて自分のチーム結成となる。仲間のパーツも変更でき、仲間にしている間なら自分が変更した設定をずっと受け継ぐためゲーム内のエリアを自分が改造した姿で走る姿を見ることもできる。
仲間ごとにある程度能力差は存在するが、各チョロQには全てAIが搭載されており普段は最下位ばかりのチョロQでも同じコースを何度も走らせるとコーナリングなどが上達していき、スカウト当初より大幅に強くなる。レースに参加するとその順位によって仲間の分の賞金も獲得できるため、「チームバトル」という感覚が強い。
ラジオシステムはピーチFM、E-放送、Q-WAVE(BGMのみ)の3つのチャンネルおよびラジオOFF（BGM無し）を、プレイヤーは自由に選択することができる。番組はゲーム内の時間に則って放送され、ニュース番組や歌番組、お便り紹介など、本物のラジオ番組に近い。
このゲームではチョロQクラッシュ時、自動的にQsファクトリーに戻ってくる仕組みになっている。しかし、クラッシュ要素があるのはレース中のみでマップ探索中は起こらない(悪魔装備で暴れまわると極稀に車体が壁にめり込むことがあるが、クラッシュ判定は出ない)。
THE BEST タカラモノ(廉価版)およびアトラスベストコレクション(廉価版)で再発売されている。

新コンバットチョロQ（PS2）
- 欧州＆北米版：Seek and Destroy、韓国版：新컴뱃쵸로Q
- 2002年6月27日発売
- 開発：バーンハウスエフェクト
- ミュージック・コンポーザー：山田靖子
- サウンド・エフェクト：安藤童太

バーンハウスエフェクトの戦車・格闘版チョロQの第二作。上官の指導で味方軍とともにミッションに参戦し、敵軍を倒していくストーリーを展開。また、BHE作品として初めてタムソフトやE-GAME社のような「町を探索する要素」が盛り込まれた。
作戦、ミニゲーム、バトルアリーナをクリアすることで戦車が入手可能。
前作と変わりオリジナルタンクはほとんど廃止され、プレイヤーは実際の戦車（+オリジナル1台）しか操作ができない。しかし、前作では不可能だったマウスやシュトルムティーガーが操作可能になり、ほかにも2式内火艇カミ陸上型、Obiekt279などの面白戦車まで108台の実在戦車が登場。砲塔も上下に可動するようになったほか、前作よりもグラフィックがリアルになり履帯や転輪も動くようになった。
カスタムパーツも豊富。前作で採用されていた、燃料、オーバーヒートメーター、弾数、重量規定などを廃止。弾数はリロード式になった。また重量がオーバーしても作戦には参加できるがスピード性能が落ちるようになった。
一部のパーツは戦車によっては取り付けられない物もあり、それらはT・B・Hに分かれている。Tはターレットガンで、主に90式戦車やブラッドレーなどの砲塔回転式の戦車が装備可能。Bはボディガンで、主に駆逐戦車ヘッツァーやティーガーI初期型といった旧型戦車が装備可能。Hはヘビータンクで、ヤークトパンターやマウスなど自走砲が装備できる。パーツはいろいろな役割があり、空を飛んだり海を渡れたり、リロードが早くなったりなどがある。
トップメニューにはタンク図鑑がありゲットしたタンクの説明が前作よりも詳しく載っている。
コンバットチョロQアドバンス大作戦（GBA）
- 2002年8月8日発売
- SOUND STAFF：HIROSHI IIZUKA

これまでのコンバットチョロQから一転し、ヘクス（六角形のマス）を使用したシミュレーションゲームとなっている。
また、戦車毎に名前や性格、能力値が設定されており、敵を倒したり選択肢を選んだりすることで成長していく。チョロQ同士で会話したりとどちらかといえば低年齢向けにキャラクター化されているが、武器とシールドに相性があり、またユニットの配置による支援効果や特殊効果のあるフォーメーション等戦略に富んでいる。
敵のAIはかなり優秀だが、携帯機の大戦略シリーズ並みの長考をするので1ステージ当たりの時間が長い。ボス戦なども存在。
チョロQアドバンス2（GBA）
- 欧州版：Gadget Racers、北米版：Road Trip：Shifting Gears
- 2002年11月28日発売
- 開発：エレクトロニクス・アプリケーションズ
- サウンド：リーブ

チョロQアドバンスの続編。前作の基本的に平面なコースと違って軽くうねる程度の高低差があるコースになり、雨や雪が降る演出も加わった。コースの数は多いものの、四角の枠内にコースを押し込めたような形になっているため、どれも同じような長さのコースになっている。また、コースそのものも前作と比べると短くなっているため、コース数が豊富なわりには変化に乏しい。コースには通常の路面の他に川や海、空などがあり、水上はフロート、空中はジェットやプロペラなどのパーツを付けて走ることになる。バトルコースでは、前作のバトルエリアで必要だったキャタピラや武器パーツは無くなり、代わりにコース上に落ちているアイテムを拾って攻撃という形になった。操作面での変化は、マニュアルミッションが無くなった代わりにRボタンと十字キーの操作で跳ねつつドリフトをすることができるようになった。
早期購入特典として、ミニチョロQが4台プレゼントされていた。
チョロQ HG3（PS2）
- 欧州版：Gadget Racers、北米版：Road Trip：Adventure Avenue (発売中止)
- 2002年12月12日発売
- 開発：E-game社
- 音楽＆効果音：田辺文雄

オモチャのチョロQが抽選で貰えた。車種は、チョロQモータースの電気自動車、「キューノ(Q-Car-QUNO)」の「ファイヤーステッカー」バージョンである。
ハイグレードシリーズ3作目。HG2では街を重視しすぎたため、今作ではレースを重視した。レースは各街のレースで入賞してQフラッグを入手し全30のレースを勝ち抜き、グランプリを目指す。ウィリーとジャンプが新たに追加され、パーツの種類も増え、よりボリュームのあるものとなった。
ボディが151種類登場しているが、今までのボディを買う要素が無くなり、レースで1位になった時の副賞でボディを獲得する事ができる。また、チョロQ3以来となるボディの売却も復活した（イベントで入手するボディは売却できない）。
街は、街そのものが4つと、PSのワンダフォーよりも縮小されており、時間の変化、スタンプ、ラジオ放送などHG2で好評だったものが廃止された。チョロQHG2のキャラクターが何名か登場している。
本作では特定条件を満たすと通信販売ができるようになり、パーツショップに行かなくてもパーツの購入ができるようになった。
グランプリ戦はいままではゲーム中の目的として存在したが本作ではゲームクリア後に登場するようになった。
本作ではガレージで流せる音楽用に、「ミュージック・ディスク」という要素が登場し、全6曲となっている。また、この6曲は、HG2のラジオで登場した実在するバンド、「ピンク・サーディン」の1stアルバムと同じ内容になっている（海外版では、別の楽曲に差し替えられている。詳しくは「海外版との相違点と特徴」を参照）。
なお、この作品のみE-gameが公式サイトを作っていたが、掲示板は主に荒らしの影響で閉鎖された（現在、サイトは閉鎖）。
前作HG2とは違いクラッシュすると「クラッシュしました」が出る。またバグも多い。
THE BEST タカラモノ（廉価版）およびアトラスベストコレクション(廉価版)で再発売されている。
チョロQ!（GC）
- 欧州版：Gadget Racers、北米版：Road Trip：Arcade Edition
- 2002年12月19日発売
- サウンドディレクター：TOMOYUKI HAMADA
- BGM：SATOSHI MIYASHITA、YASUTAKA HATADE、TOMOYUKI HAMADA
- SE：MANABU FUJIKI

PSハード系列の「かっこよさ」と任天堂ハード系列の「おもしろさ」を折衷した仕上がりとなっている。特徴としては、操作する車はおもちゃのチョロQという設定であること。車がひっくり返ったり、一部のコースを子供部屋や公園・学校などが舞台になっているなど、玩具としてのリアルさが出ている。4人対戦を可能としている点はN64版と変わらない。
また、チョロQアドバンス2とGBAケーブル接続で互いのゲーム内でレアパーツのゲットができたり新たなレースが追加されたりというリンク機能をもっている。
コース上のスポンサーに見立てた看板には、タカラ玩具であるバウリンガルやスカイシップなどの広告がある。
チョロQ HG4（PS2）
- 欧州＆北米版：ChoroQ
- 2003年11月27日発売
- 開発：BHE社
- 作曲＆効果音：葛岡善哉

ハイグレードシリーズ4作目にて、再び初代ハイグレードと同様のBHE社による制作。「登場キャラがチョロQのRPG」と言う様なテイストの作品。ストーリーも存在し、たくさんのレースに勝ち、最後にはグランプリに出場し優勝するのが最終目的となっている。HG2の仲間参戦も復活（※ただし任意でキャラクターを選択したりパーツを選んだりはできない。パーツのみ作戦を指定すればある程度選んでくれる。）、グランプリはワークスのキャラクターと一緒に出られる。
ボディは200種を超えており、チョロQゲーム初の三輪自動車（ダイハツ・ミゼット、ダイハツ・Bee、富士自動車・フジキャビンなど）、六輪自動車（ティレル・P34、三菱ふそう・ダブルルーキーなど）などが登場したほか、人生カーが久々に登場した。また、ティーガーIや新幹線E4系電車といったタイヤが隠れるボディもあり、オープンカーやアウディ・R8 (レーシングカー)、フォーミュラカーも登場するがコックピット部分に玩具のチョロQのゼンマイが出ている。また、ゲーム中にて一定条件を満たすとプレイヤーの手でデザインを変更できるボディが入手可能。
本作ではゲーム中に一定条件を満たすとプレイヤーの手でパーツが作れるようになり、特定のアイテムを組み合わせることでパーツが作れる（たとえば「サイバータイヤ」を作る場合、「ガラスせんい」と「タイヤのもと」で作れる）。特定の条件で発生するミニゲームやアイテムをもらえる条件があり、ストーリー進行の都合上、通常プレイで一度ゲームクリアしてしまうと、全てのミニゲームをクリアできない、アイテムをもらえないことがあるので、注意が必要である（デバッグモードでは全アイテムを揃えることが可能である）。チョロQジェットを除き唯一ゲームオーバーが存在する。
『バイオハザード』などへのオマージュなのかパッケージのジャケットに“このゲームには友情シーンやフレンドリーな表現が含まれています。”との表示が描かれている。また、公式サイトには“あの映画「Cars」の原点となった”と書かれている。
アトラスベストコレクション（廉価版）も発売された。

チョロQワークス（PS2）
- 2005年5月26日発売
- サウンドディレクション：山田靖子
- 効果音：安藤童太
- 作・編曲：山田靖子、小川敬介、鈴木康行、石井吉幸

この作品のみ アトラス社の販売である。
今回は主にイベント重視で、建築、輸送、破壊、畜産と多様なジャンルのミニゲームを作り、またこれに伴いパーツの一種としてクレーン、パワーシャベル、レッカー、トレーラー、耕運機、消火ポンプなどのワークパーツが存在する。そして、様々な仕事をクリアした上で各町で仕事の頂点に君臨する者（マスター）を倒していくというストーリーである。グラフィック面ではチョロQの描写にトゥーンシェイドを用いていて、今までのリアル感が一転、おもちゃっぽさを全面に押し出したものになっている。
また、各自動車会社とコンタクトをとり、登場ボディが実車名になった。しかし、その代わりボディ全体の登場数は前作と比べて大幅に減っている上にCPUのみしか使えないボディまであり、さらにチョロQシリーズの骨子であったレース、マップの探索といった要素を大幅に省略している。
チョロQ Wii（Wii）
- 欧州＆北米版：Penny Racers Party：Turbo-Q Speedway
- 2008年2月28日発売
- 開発：バーンハウスエフェクト
- 作曲＆効果音：葛岡 善哉

初のWii用ソフトで現時点でのゲームソフトとしては最新作。発売元はタカラトミー。今作では、Wiiリモコンを横向きに持ち、車のハンドルに見立てて左右に傾けることでチョロQを操作する。また、Wiiリモコンを振ってエネルギーをチャージすれば猛ダッシュも可能。ボディは70種類（140バージョン）の車種が実名で登場。アヒル型や戦車といった変わり種のボディもある。ゲームモードは、レースを勝ち進んでポイントを稼ぎ、最後にボスチョロQ（計5台）と対戦する「ひとりであそぶ」モード、最大4分割で対戦が出来る「みんなであそぶ」モード、チョロQがあらかじめ用意された「とにかくあそぶ」モードなどがある。グラフィックは、チョロQHG4や前作のチョロQワークスのようなトゥーンシェイドを採用している。グラフィックも良くパーツも豊富だが、パーツの種類が簡素化されコースが少ない（約7ヶ所）。また、今まで続いてきた「ストーリー」「タウン要素」などが廃止された。
チョロQレーシング（ひかりTV）
- 2014年9月19日利用開始

タカラトミーエンタメディアによるクラウドゲーム。後述のチョロQグランプリにオンライン4人対戦を追加したもの。

### 他社、別ブランドから発売されたもの
チョロQ ホリデーパズル（88）
- 1984年発売
- 開発：工画堂スタジオ

タカラが「フェニックス」ブランドで販売したスライディングブロックパズルゲーム。15パズルの要領で時間内に絵柄を並べていく。
チョロQ（MSX）
- 1985年発売
- 開発：タイトー

タイトーが開発・販売したアクションゲーム。画面端にあるパーツを敵車を交わしながら落としチョロQを組み上げていく。
デスクトップチョロQ（Win）
- 1993年発売

爆走! PCチョロQ（Win、Mac）
- 1998年発売

インナーブレインより発売されたデスクトップアクセサリーとパズルゲームが入ったコンピュータソフト。ネジを巻いて走らせるゲームだけが、チョロQ引いてチャージする機能がある。Windows XPでは動作しない。ゲーム終了時に爆走! PCチョロQ2の予告が流れる。
爆走! PCチョロQ2（PC）
- 1998年発売

爆走! PCチョロQの2作目。インナーブレインより発売されたパソコン版のチョロQ。3Dの箱庭が新たに登場し、走らせることができる。
チョロQビュンビュンレーサー（PlugIt!シリーズ）
- 2003年4月24日発売
- 開発：新世代

タカラが発売していた体感ゲームシリーズ「PlugIt!」のうちの1つとして発売。ハンドルコントローラーで操作を行い、2人プレイも可能。
チョロQワールドグランプリ（Mob）
- 2010年稼動

携帯アプリでプレイできるチョロQの3Dレースゲーム。月ごとに違ったグランプリが開催されており、日産自動車と相互協力をしているため、日産のみ実車が登場している。
ARコンバットデジQ -ともだち戦車隊-（PS Vita）
- 2011年12月17日発売
- 開発：コナミ

コナミが製作・発売を行っている、チョロQの派生型であるデジQを題材とした、戦車・格闘版チョロQ。KONAMIによると、このゲームはKONAMIのオリジナルタイトルであり、チョロQのゲームのシリーズではないとのこと。
コンバットチョロQ （mob）
- 2012年1月5日利用開始

タカラトミーエンタメディアと、サンアートによるソーシャルゲーム。ハンゲームモバイルとGREEでの公開。架空の王国「チョロQ王国」で、プレイヤーは、王国の平和を守るため、王国解放軍となり、侵略を企むワルQ帝国と戦っていく。なお、名称はコンバットチョロQと同じではあるが、内容は全く異なっている。
チョロQグランプリ （mob）
- 2012年12月25日利用開始

タカラトミーエンタメディアと、コンバットチョロQやチョロQHG4の制作を手掛けたバーンハウスエフェクトによる携帯アプリ。auスマートパスで公開されている。チョロQの3Dレースゲームで、1位を目指してレースやグランプリに挑戦するという内容になっている。
現在、大幅にゲーム内容を変更したバージョン1.0.5が公開されており、2013年1月23日付で追加コース第1弾が発表され、2013年5月2日付で新しい車種が追加された。
チョロQグランプリHYPER （mob）
- 2014年8月26日利用開始

タカラトミーエンタメディアと、コンバットチョロQやチョロQHG4の制作を手掛けたバーンハウスエフェクトによる携帯アプリ。auスマートパスで公開されている。チョロQの3Dレースゲームで、前作から新たに7車両と3コースを追加、ガレージ機能やショップでのアイテム販売、ランキング機能をはじめとする新たな機能が多数追加されている。
現在のバージョンは1.0.5となっている。大規模アップデート前と同様対応機種はAndroidのみで、iPhoneなどには対応していない。
このほか、セガからメダルゲームが発売されている他、サミーより「CRチョロQ」と「CRチョロQターボ」がリリースされている。

## 評価
『ハイパーカスタマブルGB』はファミ通クロスレビューでは6、6、6、6の24点。レビュアーはストーリーが興味を引き、カスタマイズが楽しくゴルフゲームで打つときのような感覚はチョロQっぽさを再現していて楽だとしたが、システムはよくあるものでグラフィックは旧式、継続して試合があるときにセーブするにはキャンセルする必要がある、負けると賞品がないのは妙に違和感があるとした。
『64』はGameRankingsでは「混在」と判定された。IGNはサウンドとグラフィックを批判。IGNとGameSpotは任天堂のマリオカートやディディーコングレーシングといったレースゲームには及ばないとした。Nintendo Powerはメニューに難があるとした。
『HG2』はMetacriticでは「良好」と判定された。世界を掘り下げ、深みがあると賞賛、サウンドが批判された。
『新』はMetacriticでは「混在」と判定された。
『チョロQ!』はMetacriticでは「混在」と判定された。
『HG4』はMetacriticでは「一般的に好ましくない批評」と判定された。

## 備考
- チョロQ3、チョロQジェット レインボーウイングス、チョロQマリン Qボート、コンバットチョロQ、チョロQワンダフォー!はゲーム中のBGMを収録したオリジナルサウンドトラックが発売されている。
- チョロQとチョロQ VER.1.02にはゲームデータとは別にオープニング・エンディング曲と各コースの曲が収録されている。また、チョロQ2にはチョロQタウンの曲が、チョロQ3にはチョロQシティ（昼）の曲が、チョロQワンダフォー!には歌（HG2のラジオ・HG3のミュージックディスクで聴ける歌のバンド、「Pink Sardine」の前身である、「P.P.Panic」というバンドの歌）が、収録されている。チョロQパークではゲーム内で使用されるCD-DAの9曲が、チョロQマリン Qボートには、BHE社の最初の作品「DEEP SEA ADVENTURE 海底宮パンタラッサの謎」で使用されるBGMのうち5曲が、1トラックにまとめて収録されている。これらの曲は、CDプレイヤーで直接音楽を聞くことができる。特にチョロQシティ（昼）の曲はオリジナルサウンドトラックに収録されたものと違い、フェードアウトせずに最後まで聞くことが出来る。基本的に、ゲーム中で再生されるBGMよりも高音質だが、トラック1を再生すると大きなノイズが出たり、機器を壊してしまう恐れがあるため注意が必要である（トラック1にはゲームデータが収録されているため）。
- チョロQ2は97年に20万9663本、チョロQ3は98年に24万0858本とヒットを飛ばした。
- アトラスやタカラは、あくまでもゲームを販売しているだけであって、作品の製作に携わっているわけでは無い。実際に今までゲームの製作を担当したのは、タムソフト、アストロビジョン、ロコモーティブ・スタッフ、ネクステック（現:ネクスエンタテインメント）、エレクトロニクス・アプリケーションズ、E-GAME、バーンハウスエフェクトの7社である。
- 欧州ではチョロQ1、チョロQ64、チョロQHG1・2・3・4、チョロQ!、チョロQアドバンス1・2、新コンバットチョロQ、チョロQWiiが発売されている。
- 北米では、チョロQ64、チョロQHG1・2・4、チョロQ!、チョロQアドバンス1・2、新コンバットチョロQ、チョロQWiiが発売されている（欧州と違い、チョロQ1とチョロQHG3は発売されていない）。なお、HG3は、北米でも「Road Trip Adventure Avenue」というタイトルで発売される予定だったが発売中止になった模様。その名残からか、チョロQHG3の欧州版「Gadget Racers」のゲーム内で、「チョロQ」や「Q」に当たる部分は、ほとんど「Road Trip」や「RT」と表記されている。例として、「Qトロニック」が「RT-Tronic」、「Q'sショップ」は「RT Shop」、コインホルダーはデザインが変更された上で「Road Trip」の文字、など。
- 韓国では、新コンバットチョロQとチョロQHG2が発売されている。いずれも言語は英語(欧州版で使用されているイギリス英語)。

## 海外版との相違点や特徴
海外版の相違点は、いくつか存在する。また、ローカライズされた作品が、日本語版と比較すると良い点を持つ作品や、悪い点がある作品もある。
チョロQHG
- 欧州版では、言語を英語・フランス語・ドイツ語の3言語の内から、表示言語を選択できる。
- 一部のコースのレース開始直前に流れるアナウンサーのような声のサウンドエフェクトが、北米版・欧州版共に削除されている。これは、留守番電話応答メッセージのサウンドエフェクトを使用しているためであり、英語圏のプレイヤーにとっては滑稽であるため削除されたと考えられる。

チョロQHG2
チョロQHG2を参照。

チョロQHG3
- 欧州版では、言語を英語・フランス語・ドイツ語・イタリア語・スペイン語の5言語の内から、表示言語を選択できる。
- 「Qトロニックのすいみんがくしゅう」が省略され(データ上には存在し、多少誤植があるが、英訳されている)、名前などを入力した後、すぐにガレージに移るようになっている。並びに、ゲーム開始直後に、Qトロニックからのメールを所持しておらず、またQメールシステムのメールも所持していない(2通ともデータ上には存在し、英訳はされている)。
- 欧州版では、これまでのローカライズに珍しく、日本語版よりも向上した演出効果が見られる。例えば、タウンを走行中のチョロQに話しかけるには、L1ボタンを押してクラクションを鳴らす必要がある。すると、カメラが相手のチョロQに近付き、そのチョロQは振り返ってライトを点滅させつつボディを揺らしながら会話する（家の中のチョロQが話すときと同じ演出）。また、ビジュアルエフェクトにも磨きがかかっており、着水時、水上走行時、夜のライト点灯時などのエフェクトがリアルになっている。その他に、グランジガーデンに小鳥、スクラッチマウンテンにコウモリがいたりする（コウモリのグラフィックとサウンドエフェクトは、ジャングルビートやレイニーマンションのコウモリと同じものが流用されている）。
- 欧州版では、ミュージック・ディスクが6曲とも全て、HG2のラジオから流れるBGMの6つになっている(一部の曲は、欧州版のミュージック・ディスクでしか聴けないアレンジになっている)。
- エンディングでは、走行ルートが後半から大幅に変更されている。しかし、カメラワークのプログラムはそのままなのか、変更された走行ルートには相応しくないカメラワークで、視点が壁の中を貫通している。また、プレイヤーを祝福する周りのチョロQも後半からは登場しない。

チョロQアドバンス
- 「チョロQ50ごう」である人生カーが、灰色のバス(「チョロQ27ごう」と同車種)に変更された上、リアの窓は塗り潰され、北米版のローカライズを担当したConspiracy Entertainment（コンスピラシー・エンタテインメント）のロゴがデザインされたボディに変更されている。

新コンバットチョロQ
- 一部の登場キャラクター名（プロトン軍やQシュタイン軍）の一部の名前が、完璧に別の名前に変更されているQタンクやボスがいる。その変更された名前とは、北米版のローカライズを担当したConspiracy Entertainment(コンスピラシー・エンタテインメント)の、代表取締役や上層スタッフ達の名前である。
- 日本語版ではキャンペーン用に表示されていた、デストラクションモードの試合終了後に表示される「パスワード」は、海外版ではもちろん表示されない。

チョロQHG4
- ゲームとして致命的な点は、自動的に文章が改ページされていくようなイベントシーンなどで、ローカライズされた英文がどうしても長すぎるケースであっても、表示される速度あるいは時間が、日本語版と変わらないため、一度に表示されるテキストボックスの文章が最後まで終わっていないのにもかかわらず、次のテキストに移ることがある。例え、たった最後の一文字さえも最後まで表示されていないテキストも含めると、最後までメッセージが終わらない箇所は少なくない。
- 神や宗教に関する単語、またはそれに関する良くない言葉は直訳されずに、別の単語に差し替えられている。例えば、ドラオガのセリフ中の「ぼくし」が"Someone"、ゆうれいやしき、たんさくゲーム「うそつきぼくしのはか」が"Tomb"、「いのるのは、バカバカしい。」が、"There is no hope...（希望なんてない・・・。）"など。
- 良い意味で意訳されている文章がある。また、原文がどちらにも取れる曖昧な書かれ方をされていたりする場合に、悪い意味で意訳されているケースや、誤訳もある。例えば、パーツの「4そくほこうユニット」が"4-Speed Walking Unit（4速歩行ユニット）"になっているが、これは、「4足」を、「4速」と取り違えたために起きた誤訳である。

チョロQWii
- 「マッハごう」と「ヤッターワン」、「Vジャンプ」は権利元に配慮してか、海外版では登場しない。また、「(ミツオカ)オロチ」も登場しない(4台ともデータ上には存在する)。「とにかくレース」モードで選択できるチョロQの1つの「マッハごう」は「Penny Racer DS-FGX(チョロQDS-FGX)」に変更されている。
- 「(ニッサン)フェアレディZ (S33) (スペシャルカラー)」にデザインされている実在のスポンサーロゴは架空のスポンサーロゴに差し替わっている。「フルカウルレーサー (スペシャルカラー)」にデザインされているアニメ風のキャラクターは削除されている。
- 「デビル」などの、悪魔を意味する単語は避けられ、別の単語に差し替わっている。例として、「あくまのパーツ」シリーズの「あくま」は「Monster」に、それに合わせて「てんしのパーツ」シリーズの「てんし」は「Saint」に変更されている。また、ボスの「デビルモーター」は「The Phantom」という名前になっている。